# Sucre (Santander)
Sucre – miasto w Kolumbii, w departamencie Santander.